# Cédruscsonttollú
A cédruscsonttollú (Bombycilla cedrorum) a madarak osztályának verébalakúak (Passeriformes) rendjébe és a csonttollúfélék (Bombycillidae) családjába tartozó faj.

## Előfordulása
Észak-Amerika északi részén fészkel, telelni délre vándorol, eljut Dél-Amerika északi részéig. Kóborló példányai  Nyugat-Európa partvidékén is előfordulnak.

## Alfajai
- Bombycilla cedrorum aquilonia
- Bombycilla cedrorum cedrorum
- Bombycilla cedrorum larifuga

## Megjelenése
Hossza 16-17 centiméter, testtömege 32 gramm. Világosbarna és a vörösesbarna szín jellemző rá, hasalja sárga. Fején mozgatható tollbóbitája és fekete szemsávja van.
|  |

## Életmódja
Növényi terméseket és bogyókat esznek, de rovarokkal is táplálkoznak, amit akár a levegőben is elkapnak.

## Szaporodása
Fészekalja 4-5 tojásból áll, melyen csak a tojó, 12-16 napig kotlik, a hím hordja az eledelt.